# Џон Реншо Карсон
Џон Реншо Карсон (енгл. John Renshaw Carson; Питсбург, 28. јун 1886 — Њу Хоуп , 31. октобар 1940) био је познати теоретичар преноса за ране телекомуникационе системе. Открио је амплитудску модулацију са једним бочним опсегом.
Карсон је рођен у Питсбургу, Пенсилванија. Дипломирао је на Универзитету Принстон 1907. године и похађао је Институт технологије Масачусетса од 1907. до 1908. године пре него што се вратио у Принстон, где је дипломирао електротехнику 1909. године и постао мастер 1912. године. Од 1912. до 1914. године, Карсон је био предавач на Факултету за електротехнику и физику у Принстону, али му је 1913. године понуђено место у компанији American Telephone & Telegraph (AT&T), па је 1914. године напустио универзитет.
У AT&T, Карсон је вршио експерименте везане за радио телефоне. Године 1915, пронашао је амплитудску модулацију са једним бочним опсегом за симултани пренос више телефонских позива преко истог електричког кола и био је заслужан за постављање првог таквог система између Питсбурга и Балтимора. Године 1922, објавио је математички рад о фреквенцијској модулацији (FM), у којем је увео Карсоново правило. Од 1917. до 1925. године, Карсон је анализирао ефекте филтара на амплитудске модулације преко операционог калкулуса, чиме је омогућио пројектантима телефонских система да предвиде преслушавања код вишеструких позива преко једног пара жица. Објавио је низ радова о овој теми у Bell System Technical Journal, што је довело до објављивања књиге Electrical Circuit Theory and Operational Calculus 1926. године.
Од 1925. до 1940. године, Карсон је радио за Белове лабораторије као математичар и електротехничар. Позната дела током овог периода укључују његову математичку анализу експеримената Џорџа Саутворта из 1932. године.
Карсон је добио IEEE Морис Н. Либман меморијалну награду 1924. године „као признање за његове вредне доприносе теорији наизменичних струја и, посебно, за његова проучавања филтарских система и телефоније са једним бочним опсегом." Добио је почасни докторат на Бруклинском политехничком институту 1937. године, а Кресонову медаљу од Института Франклин 1939. године.

## Одабрана дела
- Патент за један бочни опсег: Патент 1.449.382, "Method and Means for Signaling with High Frequency Waves"[мртва веза]
- , јун 1921, p. 607-663.
- -author= -, фебруар 1922, .
- ,  3, p. 393-399, 1924.
- ,  4, p. 265, 1925.
- ,  5, p. 539, 1926.
- , 1926.
- ,  15, p. 310-333, 1936.